# Hans Luber
Hans Luber (15. říjen 1893 – 15. říjen 1940) byl německý skokan, evropský mistr a olympionik.
Svou kariéru započal v Mnichovském plaveckém spolku (Münchner Schwimmverein) a poté zamířil do berlínského týmu Poseidon Berlin. Účastnil se letních olympijských her 1912, kde vybojoval stříbrnou medaili ve třímetrovém prknu. V dalších dvou disciplínách, do kterých se zde aktivné zapojil, vypadl již v prvním kole. O rok později vyhrál německé mistrovství ve skoku z prkna. V polovině dvacátých let se vrátil ke skokům z 10metrové věže, kde v letech 1925 až 1927 opět získal titul německého mistra. Zvítězil i na mistrovství Evropy v letech 1926 a 1927.
Luber pracoval jako cvičitel u Berlínských elektráren (Berliner Elektrizitätswerken) a vyučoval na berlínské vysoké škole tělesné výchovy. V roce 1914 vydal knihu s názvem Der Schwimmsport.